# Cardiocondyla mauritanica
Cardiocondyla mauritanica (лат.) — вид муравьёв рода Cardiocondyla из подсемейства мирмицины. Инвазивный вид, обнаруженный в тропиках и субтропиках Евразии (в том числе, Ближний Восток и Южная Европа), Северной Африки и Северной Америки.

## Описание
Мелкие муравьи, длина рабочих особей составляет 2—3 мм. От близких видов отличается следующими признаками: проподеальные шипы при виде сбоку образуют углы менее 95° с продольной осью; боковые стороны постпетиоля при виде сбоку угловато-выпуклые, представляются шестиугольником; промезонотальный и передний проподеальный профиль не образуют равномерно выпуклого контура; метанотальная борозда менее отчётлива или отсутствует. Фасеточные глаза мелкие (EYE 0,199—0,246); постпетиоль узкий, не более чем в 1,5 раза шире петиоля в дорсальном виде. Постпетиолярный стернит в переднедорсолатеральном виде без выступающих переднелатеральных углов. Стебелёк между грудью и брюшком состоит из двух члеников: петиолюса и постпетиолюса (последний чётко отделён от брюшка), жало развито.

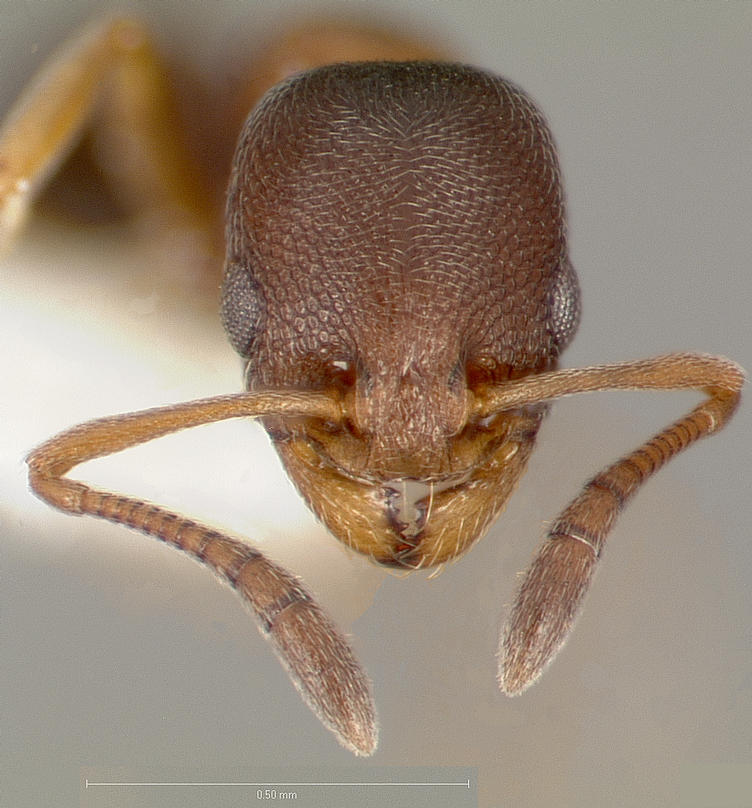
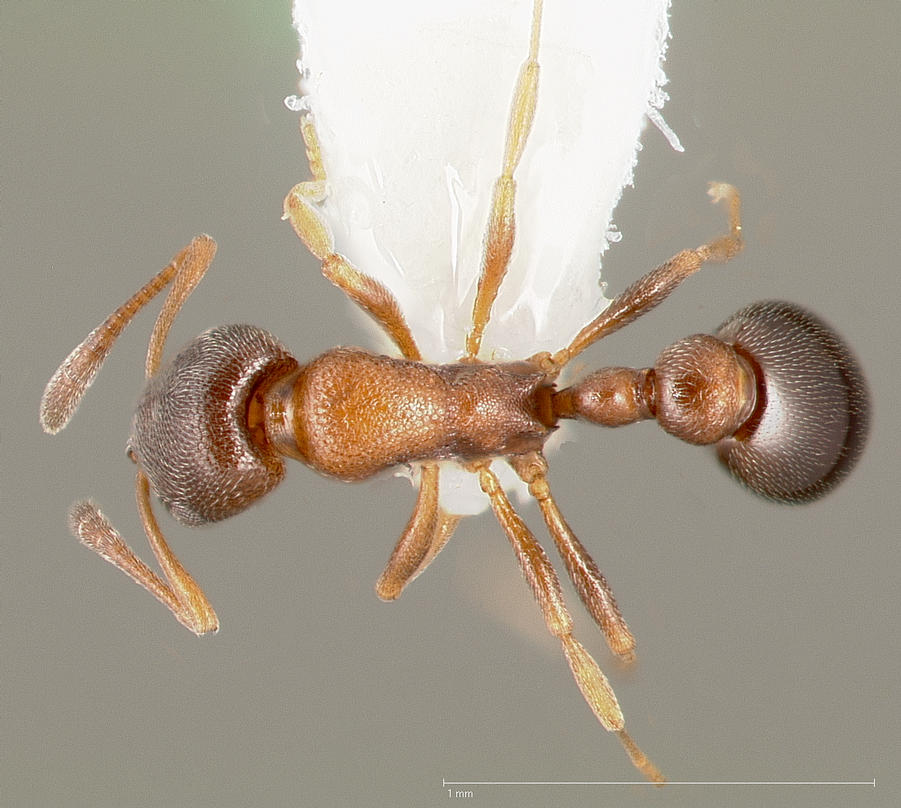
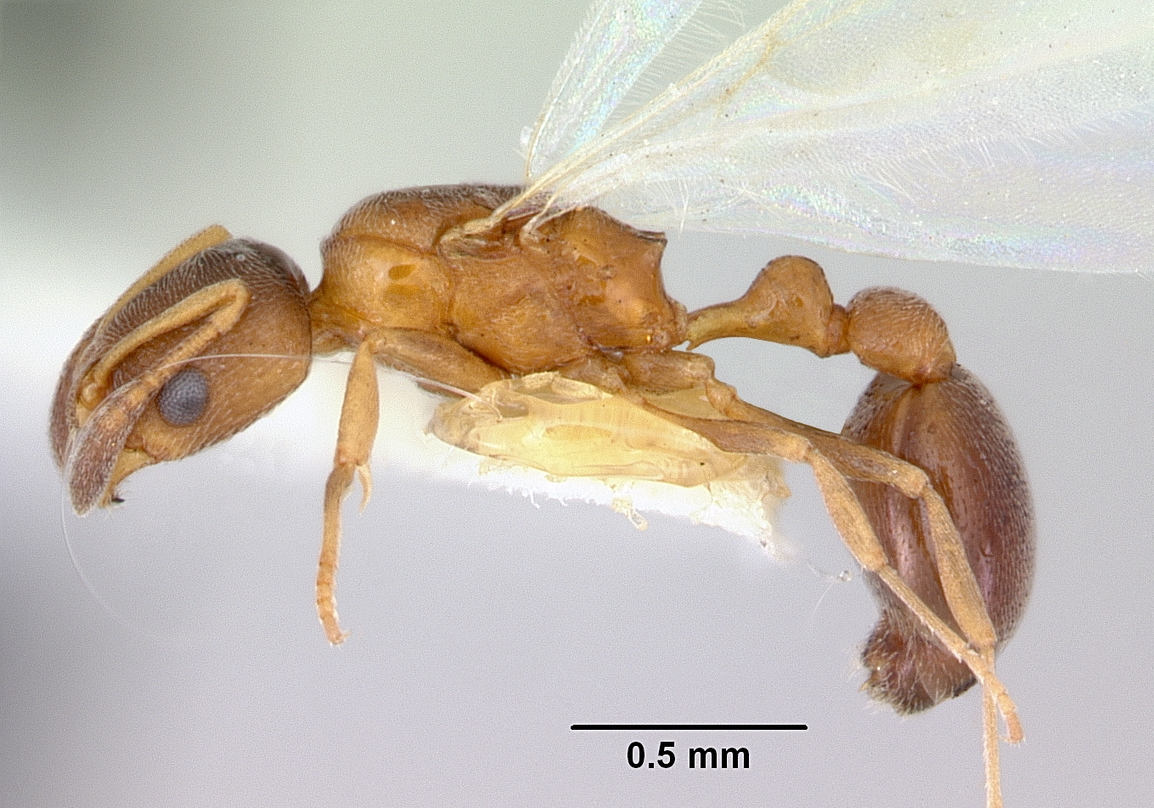